# Antoni Matheu i Mulet
Antoni Matheu i Mulet (La Vileta, Mallorca, 1933 - Palma, 1984) fou un organista i compositor mallorquí.
Matheu s'inicià en els estudis musicals l’any 1939. El 1943, amb deu anys, ingressà al Seminari Conciliar de Sant Pere de Palma, i durant vuit anys realitzà estudis musicals amb Antoni Torrandell. El 29 de juny de 1956 fou ordenat de prevere pel bisbe Jesús Enciso. Poc després fou nomenat vicari de la parròquia de Sant Alonso Rodríguez (Palma) i dos mesos més tard fou nomenat vicari a la parròquia de Nostra Senyora del Carme, del Coll d’en Rabassa (Palma) fins al 1961.

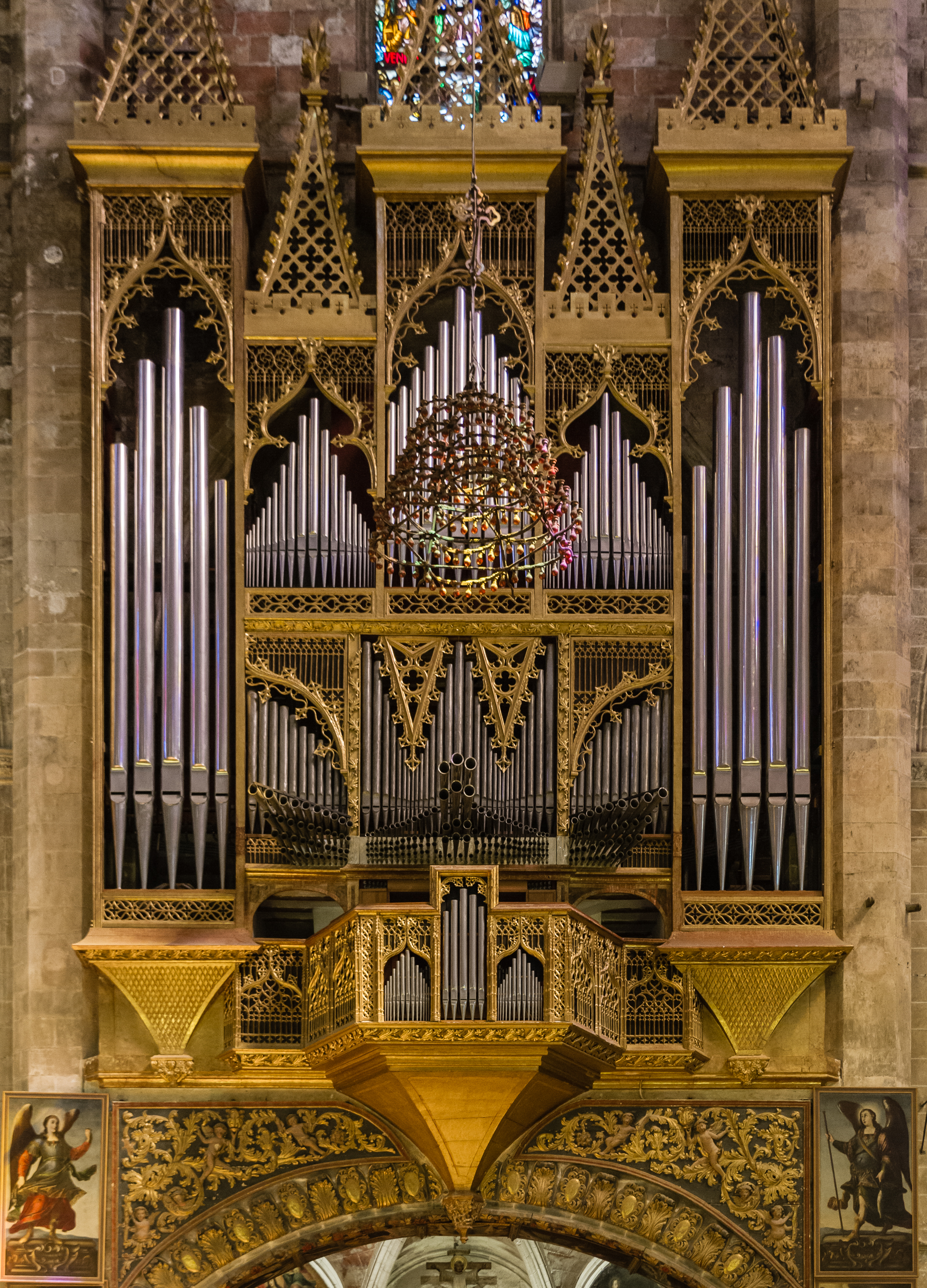
Orgue de la Seu de Palma.

Interessat en la música d’orgue, cursà entre 1959 i 1961 estudis d’orgue a Barcelona amb el caputxí P. Robert de la Riba, organista de l'església de Nostra Senyora del Roser de Pompeia. El 1961 es matricula al Conservatori Superior Municipal de Música de Barcelona, on és deixeble de Montserrat Torrent. El 1961 és nomenat organista titular de la parròquia de Santa Eulàlia (Palma), que té un orgue important. El càrrec, però, és exempt de retribució, cosa per la qual perd els ingressos que fins aleshores havia tingut com a vicari. El 1965 hi obté el Premi d’Honor d’Orgue. El juliol de 1966 amplia estudis a l’Acadèmia Haarlem (Països Baixos) amb Anton Heiller i Luigi Ferdinando Tagliavini. A Barcelona, rebé classes de Julio Ribelles, estudià contrapunt i fuga amb Josep Poch i practicà composició i interpretació amb Xavier Montsalvatge. El 1971 obtingué el títol de professor de piano del Conservatori Superior de Música de València. A partir d’aleshores exercí com a professor de cant coral del Conservatori Professional de Música de Palma i, posteriorment (1977-1979), també com a professor d’orgue, d’història i d’estètica. Del 1974 al 1984 fou subdirector del citat centre. L’abril del 1974 guanyà per oposició la plaça d’organista titular de la Seu de Mallorca, càrrec que exercí fins al 1984. El gener de 1978 obtingué el títol superior de professor d’orgue i el de composició i instrumentació del Conservatori Superior Municipal de Música de Barcelona.
Realitzà nombrosos concerts d’orgue, tasca que culminà amb un recital a la catedral de Notre-Dame de París el 1973. Fou autor de més d’un centenar d’obres, amb composicions per a orquestra, cambra, cor, veu amb acompanyament i peces per a instrument sol —piano, orgue i clavicèmbal. La seva producció significà en el panorama cultural de Mallorca un heroic esforç renovador, tant en l’estètica com en l’estructura sonora. Matheu desenvolupà un llenguatge singular on amb personalitat explorà territoris pretonals, modals i atonals. En el seu catàleg destaquen Visions tristes, per a piano (1979), Ecce sic benedicetur (1980), Suite als vells orgues mallorquins, per a orgue (1983), Missa per a lector i versets d’orgue (1983), Concert per a piano i orquestra (1984) i la cantata La gran alzina de Mossa.